# ペンシルベニア・ダッチ
ペンシルベニア・ダッチ、ペンシルバニア・ドイツ人（ドイツ語・英語：Pennsylvania Dutch、または Pennsylvania German）は、17世紀から18世紀にかけてドイツ語圏からアメリカ合衆国に移住した人々の子孫（ドイツ系アメリカ人）。ただし、イディッシュ語を使用するアシュケナジム（ユダヤ人、ユダヤ教徒）は含まれない場合もある。
主にペンシルベニア州東部から発生し、大多数が移住したアメリカ中西部やモンタナ州、アイダホ州、ワイオミング州、ワシントン州、オレゴン州などに居住し、移民当時からの伝統的な文化を受け継ぐ人々や、または彼らが話す言語（ペンシルベニアドイツ語参照）。
「ダッチ」(Dutch)と呼ばれてはいるものの、彼らはオランダからではなくドイツ南西部のシュヴァーベン（バイエルン・シュヴァーベンも含む）やオーストリア西部のフォアアールベルク州とチロル、スイス（バーデン）、フランス東端部のアルザスなど様々な地域からやって来た人々である。英語の"Dutch"はドイツ語の"Deutsch"に由来し、古くはオランダ人ではなくドイツ人のことを指した。「ペンシルベニア・ダッチ」の「ダッチ」はこの意味で使われている。

## 著名なペンシルベニア・ダッチ人
- アーノルド・パーマー - プロゴルファー
- ウォルター・ベッカー - ミュージシャン
- エリック・メビウス - 俳優
- ジャック・ニクラス - プロゴルファー
- ダリル・ホール - ミュージシャン
- ドワイト・D・アイゼンハワー - 大統領
- ブライス・ダナー - 女優
- ホーナス・ワグナー - メジャーリーガー